# 2021-es katalóniai regionális választás
A 2021-es katalóniai regionális választást, 2021. február 14.-én tartották meg Katalóniában. A választás során megválasztották a 135 mandátumos Katalán Parlament képviselőit.

## Választási rendszer
Katalónia Parlamentje, Katalónia egykamarás törvényhozása, amelynek jogait az 1979-es Katalónia autonómiájának státusznyilatkozata tartalmazza. Általános választójog érvényesül, azok a 18 éven felüli spanyol állampolgárok szavazhatnak, akiknek Katalóniában van bejelentett lakcíme illetve a külföldön élő katalóniaiak levélszavazatot adhatnak le.
A 135 mandátumot D'Hondt-módszernek megfelelően osztják ki, zárt, listás, arányos képviseleti szavazáson. Katalóniát többmandátumos választókerületekre osztották fel, melynek területei megegyeznek Katalónia tartományainak területeivel.
|                 |                      |
| Választókerület | Kiosztott mandátumok |
| Barcelona       | 85                   |
| Girona          | 17                   |
| Lleida          | 15                   |
| Tarragona       | 18                   |

## Pártok és jelöltek
| Pártok | Pártok   | Pártok és koalíció | Listavezető | Listavezető         | Ideológia                                                         | Előző választási eredmények | Előző választási eredmények | Státusz     | Ref.                    |
| Pártok | Pártok   | Pártok és koalíció | Listavezető | Listavezető         | Ideológia                                                         | Szavazatok (%)              | Mandátumok                  | Státusz     | Ref.                    |
| ------ | -------- | ------------------ | ----------- | ------------------- | ----------------------------------------------------------------- | --------------------------- | --------------------------- | ----------- | ----------------------- |
|        | Cs       |                    |             | Carlos Carrizosa    | Liberalizmus                                                      | 25.35%                      | 36                          | Ellenzék    | [ 1 ]                   |
|        | JxCat    |                    |             | Laura Borràs        | Katalán függetlenség Populizmus                                   | 21.66%                      | 34                          | Kormánypárt | [ 2 ] [ 3 ] [ 4 ] [ 5 ] |
|        | PDeCAT   |                    |             | Àngels Chacón       | Katalán függetlenség Liberalizmus                                 | 21.66%                      | 34                          | Ellenzék    | [ 6 ] [ 7 ] [ 8 ]       |
|        | ERC      |                    |             | Pere Aragonès       | Katalán függetlenség Baloldali nacionalizmus Szociáldemokrácia    | 21.38%                      | 32                          | Kormánypárt | [ 9 ] [ 10 ]            |
|        | PSC–PSOE |                    |             | Salvador Illa       | Szociáldemokrácia                                                 | 13.86%                      | 17                          | Ellenzék    | [ 11 ] [ 12 ]           |
|        | ECP–PEC  |                    |             | Jéssica Albiach     | Baloldali populizmus Közvetlen demokrácia Ökoszocializmus         | 7.46%                       | 8                           | Ellenzék    | [ 13 ] [ 14 ] [ 15 ]    |
|        | CUP–G    |                    |             | Dolors Sabater      | Katalán függetlenség Antikapitalizmus Szocializmus                | 4.46%                       | 4                           | Ellenzék    | [ 16 ] [ 17 ]           |
|        | PP       |                    |             | Alejandro Fernández | Konzervativizmus Kereszténydemokrácia                             | 4.24%                       | 4                           | Ellenzék    | [ 18 ] [ 19 ]           |
|        | Vox      |                    |             | Ignacio Garriga     | Jobboldali populizmus Ultranacionalizmus Nemzeti konzervativizmus | Új párt                     | Új párt                     | Ellenzék    | [ 20 ]                  |

Felmerült olyan elképzelés 2020-ban, hogy a Néppárt a Polgárok párttal közös listán indulna, a 2019-es navarrai regionális választáshoz hasonló Navarra Összesen néppárti-polgári koalícióban, amivel egy "alkotmányossági", spanyol egységállam mellett kiálló politikai erőket erősítenék, visszavennék a VOX-hoz elvándorolt szavazókat. A VOX kijelentette, hogy nem akar ehhez a koalícióhoz tartozni, hanem külön akarnak indulni. 2020 januárjában Inés Arrimadas a Polgárok képviseőlházi frakcióvezetője felvetette, hogy a néppárti-polgári koalíciót ki kéne szélesíteni az az évi galíciai és baszkföldi regionális választáson, a VOX-ot pedig ki kell zárni az együttműködésből. Ám a baszkföldi regionális választáson megbukott a néppárti-polgári koalíció. Végül 2021-ben bejelentették, hogy a Néppárt és a Polgárok nem indul közös listán, a Spanyol Szocialista Munkáspárt is külön indult.
2020 júliusában nem sikerült megállapodni Carles Puigdemont és Katalán Európai Demokrata Párt között a közös koalícióról, mert Puidgement nem akarta feloszlatni az Együtt Katalóniáért nevű pártszövetségét.

## Kampány

### Szlogenek
| Párt/koalíció | Párt/koalíció | Szlogen (Katalán)                 | Slogan (Spanyol)                       | Magyar fordítás                                 | Ref.          |
| ------------- | ------------- | --------------------------------- | -------------------------------------- | ----------------------------------------------- | ------------- |
|               | Cs            | « Perquè guanyem tots »           | « Para que ganemos todos »             | "Hogy megnyerjünk mindent!"                     | [ 23 ]        |
|               | ERC           | « Al costat de la gent »          | « Al lado de la gente »                | "A nép oldalán"                                 | [ 24 ]        |
|               | JxCat         | « Junts per fer. Junts per ser »  | « Juntos para hacer. Juntos para ser » | "Együtt hogy megtegyük! Együtt hogy létezzünk!" | [ 25 ]        |
|               | PSC–PSOE      | « Fem-ho »                        | « Hagámoslo »                          | "Csináljuk meg!"                                | [ 26 ] [ 27 ] |
|               | PDeCAT        | « Si t'ho penses, PDeCAT »        | « Si te lo piensas, PDeCAT »           | "Ha arra gondolsz, akkor PDeCAT"                | [ 28 ]        |
|               | ECP–PEC       | « El canvi que Catalunya mereix » | « El cambio que Cataluña merece »      | "A változás, amit Katalónia megérdemel"         | [ 29 ] [ 30 ] |
|               | CUP–G         | « Per guanyar »                   | « Para ganar »                         | "A győzelemért!"                                | [ 31 ]        |
|               | PP            | « Una Catalunya millor »          | « Una Cataluña mejor »                 | "Egy jobb Katalónia"                            | [ 32 ]        |
|               | Vox           | « Recuperem Catalunya »           | « Recuperemos Cataluña »               | "Vegyük vissza Katalóniát!"                     | [ 33 ] [ 34 ] |